# Scytalidium thermophilum
Scytalidium thermophilum är en svampart som först beskrevs av Cooney & R. Emers., och fick sitt nu gällande namn av Austwick 1976. Scytalidium thermophilum ingår i släktet Scytalidium, ordningen disksvampar, klassen Leotiomycetes, divisionen sporsäcksvampar och riket svampar.   Inga underarter finns listade i Catalogue of Life.